# .38 Special (együttes)
A 38 Special (stilizált alakja: .38 Special) amerikai rockegyüttes, amelyet Donnie Van Zant és Don Barnes alapítottak a floridai Jacksonville-ben, 1974-ben.
Legismertebb dalaik a "Hold On Loosely" és a "Caught Up In You", de a nyolcvanas-kilencvenes évek során több slágerük is volt.
Az együttes elődje a Standard Production volt, amelyet Donnie Van Zant alapított 1968-ban. Ezt követte a Sweet Rooster egy évvel később, melynek tagjai Van Zant, Jeff Carlisi, Ken Lyons és Steve Brookins voltak. Carlisi kiszállt az együttesből, hogy a Georgia Tech egyetemen tanuljon. Helyére Don Barnes került. Brookins szintén elhagyta a zenekart, hogy teherautó-sofőr legyen. Így a Sweet Rooster 1973-ra feloszlott.
Ennek ellenére Van Zant, Barnes és Lyons szabadidejükben együtt játszottak. 1974-re elhatározták, hogy itt az ideje megalapítani az "igazi együttest".
Az új zenekar tagjai Van Zant, Barnes, Lyons, Brookins, Jack Grondin és Carlisi voltak. A zenekar tagjai egy elhagyatott raktárban gyakoroltak. Miután a lakosok értesítették a rendőrséget a zaj miatt, a tagok nem tudtak kiszabadulni a raktár ajtaján található lakat miatt. Az egyik rendőr ezt mondta: "Semmi gond. A .38 Special megoldja a dolgot", és kilőtte a lakatot. Innen kapták a nevüket.

## Tagok
- Don Barnes – ének, vokál, gitár, mandolin, billentyűk (1974–1987, 1992–)
- Bobby Capps – billentyűk, vokál (1987–1992-ig koncerteken szerepelt; 1992-)
- Gary "Madman" Moffatt – dob, ütős hangszerek (1997–)
- Barry Dunaway – basszusgitár, vokál (2014–; 2011-ben és 2013-ban a koncerteken helyettesítő tagként szerepelt.)
- Jerry Riggs – gitár, vokál(2019–)

## Korábbi tagok
- Donnie Van Zant – ének, vokál, gitár (1974–2013)
- Jeff Carlisi – gitár (1974–1997)
- Jack Grondin – dob, ütős hangszerek (1974–1991)
- Steve Brookins – dob, ütős hangszerek (1974–1987)
- Ken Lyons – basszusgitár (1974–1977; 2012-ben elhunyt)[5]
- Larry Junstrom – basszusgitár (1977–2014; 2019-ben elhunyt)
- Steve McRay – billentyűk, vokál (1986–1987)
- Max Carl – ének, billentyűk (1987–1992)
- Danny Chauncey – gitár, vokál, billentyűk (1987–2019)
- Scott Meeder – dob, ütős hangszerek (1991–1992)
- Scott Hoffman – dob, ütős hangszerek (1992–1997)

## Diszkográfia
- 38 Special (1977)
- Special Delivery (1978)
- Rockin' into the Night (1979)
- Wild-Eyed Southern Boys (1981)
- Special Forces (1982)
- Tour de Force (1983)
- Strength in Numbers (1986)
- Rock & Roll Strategy (1988)
- Bone Against Steel (1991)
- Resolution (1997)
- A Wild-Eyed Christmas Night (2001)
- Drivetrain (2004)